# Palacio de Ghumdan
El palacio Ghumdan (en árabe: قصر غمدان), también conocido como Qasir Ghumdan o palacio Ghamdan, es un antiguo palacio y fortaleza en Saná, Yemen. Es el castillo más antiguo conocido en el mundo. Todo lo que queda del antiguo sitio (Ar. Khadd ) de Ghumdan es un campo de ruinas enredadas frente a la primera y segunda puerta oriental de la Mezquita Jami '(Gran Mezquita de Saná). El lugar está ubicado en el extremo sureste de la antigua ciudad amurallada de Saná, al-Qaṣr, justo al oeste de donde se construyó la Gran Mezquita de Saná, y es parte de la lista Unesco de bienes considerados Patrimonio de la Humanidad de la Ciudad Vieja de Saná. A veces se le conoce como Torre Ghumdan. 
Según el geógrafo e historiador árabe, Al-Hamdani (c. 893-945), las piedras fundamentales del Palacio Ghumdan fueron colocadas por Sem, hijo de Noé, y terminadas por el monarca sabaeano Ilī-Sharḥa Yaḥḍib (ca. del siglo VIII d. C.), padre de Bilqis. Otros dicen que fue construido por Sha'r Awtar, que amuralló la ciudad de Saná, mientras que otros sugieren que puede datarse de tiempos preislámicos, construidos por los sabeos durante el reinado de su último gran rey, El Sharih Yahdhib (ca. 60-20 a. C.). Algunos historiadores lo datan a principios del siglo II o siglo I. El palacio fue destruido por el califa Uthman, o incluso antes, por el conquistador abisinio Abrahah Al-Hubashi. Restaurado varias veces, la historia del palacio está representada en numerosas leyendas y cuentos. Se menciona en muchas piezas de poesía árabe, donde los poetas cantan sobre su belleza. Algunos creen que la torre del palacio Ghumdan, un edificio alto de 20 pisos, fue el primer rascacielos del mundo.

## Historia
Aunque el antiguo palacio ahora está en ruinas, su estilo, una estructura de varios pisos con torres, ha proporcionado el prototipo de las casas tipo torre construidas en Saná. Esto expresa la "exquisita arquitectura de la ciudad vieja".
El palacio fue utilizado por los últimos reyes himyaritas, que habían gobernado Yemen desde Ghumdan y fue la residencia de Abhalah. Según los informes, el califa Uthman lo destruyó en el siglo VII porque temía que pudiera usarse como fortaleza para una rebelión. Algunos de sus materiales fueron reutilizados para construir la Gran Mezquita.
El palacio fue reconstruido algún tiempo después pero se deterioró con el tiempo. Las ruinas de la torre del palacio ahora tienen la forma de un montículo que se extiende desde el este de la Gran Mezquita hasta el norte de Bab Al-Yemen.

## Arquitectura

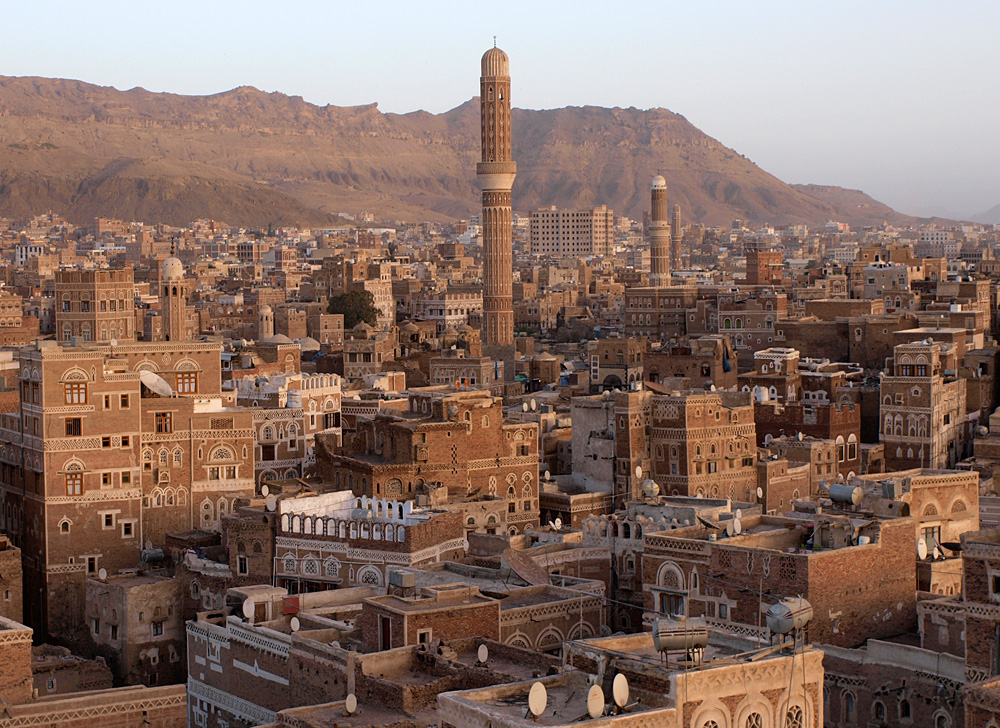
Ciudad vieja de Saná con edificios de la torre

La torre o ciudadela del palacio fue construida en la cima de una colina. Historiadores como Al-Hamdani, Mohammed Al-Qazwani y el Dr. Adnan Tarsis disputan la altura del palacio original. Dada su grandeza, su altura fue exagerada en relatos históricos. La mayoría de las reclamaciones son entre seis y diez pisos. A principios del siglo IX, se informó que tenía "siete pisos de altura, siendo la habitación más alta de mármol policromado, y su techo una sola losa de mármol verde". Al-Hamdani escribiendo en el siglo X en el octavo libro de su famosa geografía de las antigüedades del Yemen, Al-Iklīl (الإكليل) proporciona esta descripción: 

... un enorme edificio de veinte pisos, cada uno de diez codos de altura. Las cuatro fachadas fueron construidas con piedra de diferentes colores, blanco, negro, verde, rojo. En el piso superior había una cámara que tenía ventanas de mármol enmarcadas con ébano y madera de avellano. Su techo era una losa de mármol translúcido, de modo que cuando el señor de Ghumdan se acostó en su sofá vio a los pájaros volar por encima y pudo distinguir un cuervo de un cometa. En cada esquina había un león de bronce, y cuando soplaba el viento entraba en el interior hueco de las efigies y emitía un sonido como leones rugientes.
Reynold A. Nicholson

Construido sobre un diseño cuadrado, el piso superior de la torre contenía el Salón Bilqis, también descrito por al-Hamdani (dos volúmenes, conservados en el Museo Británico), presentaba un techo fijado con faroles de mármol transparente de ocho piezas. Las aberturas en las cuatro esquinas de la sala proporcionaron una vista clara de la luna, adorada por los reyes en el antiguo Yemen. Se decía que las figuras de leones de bronce en cada esquina de los techos de alabastro emitían un rugido cuando el viento las atravesaba. Sin embargo, la característica más extraordinaria mencionada del palacio era la clepsidra, un antiguo dispositivo de indicación del tiempo, que se construyó allí. Se dice que una puerta, conocida como "Qasr Al-Selah", es el último vestigio de la torre del palacio.